# Benito Sansón
Benito Sansón o Valentín Acero (en el francés original, Benoît Brisefer) es una serie de cómics belga creada por Peyo en 1960, sobre un niño de aspecto inocente, educado y tranquilo que oculta una fuerza sobrehumana.

## Trayectoria editorial
La primera aparición de Benito Sanson tuvo lugar en el número 1183 de la revista "Spirou" el 15 de diciembre de 1960. Sus aventuras se publicaron regularmente tanto en la revista como en formato álbum. En la serie colaboraron destacadas figuras del sector como Will, Jean Roba (quien dibujó algunas portadas cuando la serie era publicada en Spirou), Gos, Yvan Delporte, François Walthéry y Albert Blesteau, formando muchos de ellos parte del estudio de Peyo.
En un primer momento la serie duró hasta 1978 cuando el éxito de Los Pitufos impidió a Peyo trabajar en sus otros personajes. Tras su muerte en 1992, su hijo Thierry Culliford junto con el dibujante Pascal Garray retomaron la serie. La firma de Peyo sigue apareciendo en las páginas dibujadas por Garray.

## Argumento y personajes
Benitó Sansón
Es un chico rubio que siempre lleva boina, una bufanda azul, chaqueta roja y pantalones cortos negros. Es educado, honesto y amable, estudia mucho y le gusta ayudar a la gente. Odia el crimen, la injusticia y las armas de fuego. Lo que le hace realmente excepcional son sus habilidades físicas, que son versiones enormemente mejoradas de las habilidades humanas normales (es decir, no posee habilidades sobrenaturales como volar o proyectar rayos de energía): una gran fuerza sobrehumana, saltos increíbles y gran velocidad. Ocasionalmente ha demostrado otras habilidades, como un super-soplo no muy diferente al de Superman. También parece poseer cierto grado de invulnerabilidad (en Les Douze Travaux de Benoît Brisefer, se cayó de un avión en vuelo y aterrizó bruscamente en el suelo haciendo un agujero, pero resultó ileso). Sin embargo, su debilidad es el resfriado; si lo agarra, pierde su fuerza y se convierte en simplemente el "niño bien educado que todo padre querría tener." Vive en un pequeño pueblo de Vivejoie-la-Grande. No hay ninguna mención sobre sus padres o tutores. En la última aventura escrita por Peyo aparece una mujer llamada Madam Minou, quien se hace cargo de la casa aunque vive en el otro extremo del pueblo. Por otro lado, el único pariente conocido es su tío Plácido con quien pasa, a veces, sus vacaciones
Jules Dussiflard
Amable taxista y mejor amigo de Benito. Tiene el pelo blanco y bigote. Antes de conducir su viejo coche azul, tocó en una orquesta de jazz durante mucho tiempo. Le encanta la aventura a menudo, a pesar de él mismo, esté en el origen de ella. Hizo su primera aparición en Los Taxis Rojos, la primera historia de la serie, y posteriormente tuvo un papel importante en Los doce trabajos de Benito Sansón, donde se reencuentra con su vieja banda de músicos para ayudarles cuando alguien intenta liquidarlos para hacerse con unas tierras que les regaló un emir hace años.
Serge Vladlavodka
Apasionado de la robótica, es el fabricante del robot con la imagen de Madame Adolphine conocida como Lady d'Olphine y también responsable de su cambio de actitud tras un error de ajuste de circuitos. Desempeña un papel importante en la Señora Adolfina, Un asalto de película y La isla de la desunión, donde es secuestrado por bandidos a sueldo del general Carona, tirano local que desea construir un ejército de robots para apoderarse de la isla.
Sra. Adolfina
Una encantadora e inofensiva anciana, que siempre está ofreciendo caramelos. Sin que ella lo supiera, sirvió como modelo para un inventor, el Sr. Vladlavodka, que quería construir un robot con la apariencia, el comportamiento y la voz de una persona humana. Aparece por primera vez en la segunda historia titulada La señora Adolfina, luego regresa Lady Adolfina y Un asalto de película, donde le piden que interprete a su malvado doble para una película sobre la vida de la criminal, si bien no termina de cuajar por su actitud tan amable y su incapacidad para la actuación y de hacer el mal.
Sra. Adolfina II alias Lady d'Olfina
Un robot creado por Vladlavodka tomando como referencia a la señora Adolfina. Debido a un problema al unir dos circuitos, el robot se vuelve malvado llevando a cabo todo tipo de fechorías. Un gag recurrente en las historias que aparece es que siempre consigue escapar una última vez antes de ser detenida. Luego regresa como la líder de una pequeña banda de bandidos que dominan la ciudad de Monte San Sone en Lady Adolfina y luego en Un asalto de película, donde cae al mar mientras intenta huir de Benito y compañía con el oro del banco que roba. Se desconoce su estado actual, si bien se la considera destruida.
Tío Plácido
Tío de Benito Sansón, miembro del servicio de Protección A Todas Aquellas Personalidades Afamadas Foráneas (o P.A.T.A.P.A.F. según sus siglas), sirviendo de guardaespaldas para personas famosas o influyentes. Aparece en el cuarto álbum de la serie, el Agente Especial. Residente en el campo, recibe a su sobrino que viene a pasar las vacaciones de verano. Plácido tiene todas las características de un guardaespaldas: una imponente constitución atlética muy útil en las peleas, experto tirador, perfecto conocimiento de pilotaje de cualquier tipo de aparato... Es el único miembro directo de la familia de Benito que conocemos, y con quien se lleva mejor. Como la mayoría de los adultos en la serie, Plácido no cree en la extraordinaria fuerza de su sobrino. También es uno de los personajes principales de la historia de John-John.
Señor Bodoni
Director de un humilde circo que lleva su nombre, el cual Benito ayuda a salvar de la ruina usando su fuerza al no conseguir espectadores tras visitar Villagrande. Posteriormente se asocia con su adinerado competidor, Choesels, tras intentar timarle este para conseguir a Benito para su negocio en señal de arrepentimiento. Aparece por primera vez en el quinto cuento titulado El circo Bodoni, luego al comienzo del séptimo cuento titulado El fetiche. En la primera parte, Benito lo ayuda mientras su circo está al borde de la quiebra. En el segundo, informa, por error, a la malvada Lady Demona sobre su paradero. Tiene una hija, Mona, que es muy buena amiga de Benito y es uno de los pocos adultos que conoce su secreto.
Églantine
Eglantine o Eglantina es una niña pelirroja de la misma edad que Benito la cual posee su misma fuerza sobrehumana. Aparece por vez primera en El Secreto de Eglantina, donde cuenta que adquirió su fuerza tras tomar por accidente el abono energético inventado por su padre, Jacinto Pepín. Inicialmente se muestra bravucona y bruta, usando su fuerza contra quienes se burlan de ella o para salrise con la suya, pero se hace amiga de Benito y sus compañeros tras ser salvada por Alexandre. Al igual que Benito, tiene un punto débil: una gran alergia a las rosas. Cuando las huele se marea, estornuda y se siente muy débil.
John-John
Hijo de un célebre actor que el Tío Plácido protege de los paparazzis. Aparece por primera vez en la historia con su mismo nombre por título. Se hace amigo de Benito mientras están en las montañas de Fingerspitze lejos de los fotógrafos, siendo después capturado por bandidos por mandato de un promotor inmobiliario que quiere construir complejos de lujo en el lugar de un pequeño pueblo. Es uno de los pocos que conoce el secreto de Benito.
Jefe de policía
Recibe las frecuentes visitas de Benito para avisarle de crímenes de los que es testigo, pero suele mandarlo a paseo.

## Publicación

### En revistas

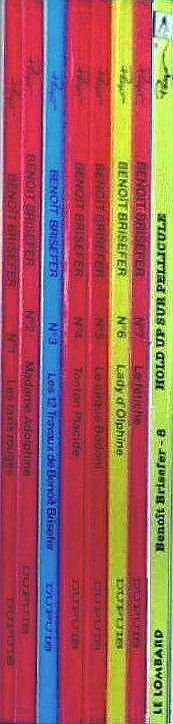
Vols. 1 - 8

| Años      | Título                               | Debut                          | Finalización                   |
| --------- | ------------------------------------ | ------------------------------ | ------------------------------ |
| 1960-1961 | Les Taxis rouges                     | Spirou 1183                    | Spirou 1224                    |
| 1963      | Madame Adolphine                     | Spirou 1292                    | Spirou 1326                    |
| 1966-1967 | Les Douze Travaux de Benoît Brisefer | Spirou 1459                    | Spirou 1517                    |
| 1968      | Tonton Placide                       | Spirou 1555                    | Spirou 1584                    |
| 1969-1970 | Le Cirque Bodoni                     | Spirou 1647                    | Spirou 1675                    |
| 1972      | Lady d'Olphine                       | Spirou 1771                    | Spirou 1795                    |
| 1976      | Pas de joie pour Noël                | Spirou 2017                    |                                |
| 1978      | Benoît et Benco                      | Spirou 2084 (edición francesa) | Spirou 2095 (edición francesa) |
| 1978      | Le Fétiche                           | Spirou 2096                    | Spirou 2109                    |
| 1983      | Gag                                  | Spirou 2346                    |                                |

### Colección original en francés

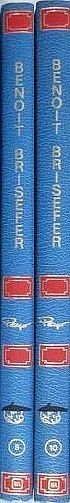
Vols. 9 y 10 en Rombaldi

- 1 Les Taxis rouges, Dupuis, 1962 (Guion: Peyo - Dibujo: Peyo y Will -fondos-)
- 2 Madame Adolphine, Dupuis, 1965 (Guion y dibujo: Peyo)
- 3 Les Douze Travaux de Benoît Brisefer, Dupuis, 1968 (Guion: Yvan Delporte - Dibujo: Peyo y François Walthéry)
- 4 Tonton Placide, Dupuis, 1969 (Guion: Gos - Dibujo: Peyo y François Walthéry)
- 5 Le Cirque Bodoni, Dupuis, 1971 (Guion: Gos y Peyo - Dibujo: François Walthéry)
- 6 Lady d'Olphine, 1973, Dupuis (Guion: Peyo e Yvan Delporte - Dibujo: François Walthéry)
- 7 Le Fétiche, Dupuis, 1978 (Guion: Peyo y Albert Blesteau - Dibujo: Albert Blesteau)
- 8 Hold-up sur pellicule, 1993, Le Lombard (Guion: Thierry Culliford - Dibujo: Pascal Garray)
- 9 L'Île de la désunion, 1995, Le Lombard (Guion y dibujo: Pascal Garray)
- 10 La Route du Sud, 1997, Le Lombard (Guion: Thierry Culliford - Dibujo: Pascal Garray)
- 11 Le Secret d'Églantine, 1999, Le Lombard (Guion: Thierry Culliford - Dibujo: Pascal Garray)
- 12 Chocolats et coups fourrés, 2002, Le Lombard (Guion: Thierry Culliford y Pascal Garray - Dibujo: Pascal Garray)
- 13 John-John, 2004, Le Lombard (Guion: Thierry Culliford y Frédéric Jannin - Dibujo: Pascal Garray)
- 14 Sur les traces du gorille blanc, Le Lombard, 2015 (Guion: Thierry Culliford - Dibujo: Pascal Garray)

### En español
Sus aventuras se publicaron en la revista Strong.
En álbumes de Argos Juvenil S. A.:
- 1 Los taxis rojos
- 2 La señora Adolfina
- 3 Los doce trabajos de Benito Sansón

En álbumes de Editorial Casals como Valentín Acero. Curiosamente no se reeditó el número 3 de la colección aunque estaba anunciado. En cambio la misma editorial publicó las 5 aventuras en catalán como Benet Tallaferro.
- 1 Los taxis rojos
- 2 La señora Adolfina
- 4 El agente especial (Tonton Placide)
- 5 El circo Bodoni

En tomos integrales de Dolmen Editorial, conteniendo abundante material extra.
- 1 Los taxis rojos y La señora Adolfina
- 2 Los doce trabajos de Benito Sansón y Tío Plácido
- 3 El circo Bodoni y Lady D'Olfina
- 4 El fetiche, Un atraco de película y La isla de la desunión